# Le Bez
Le Bez är en kommun i departementet Tarn i regionen Occitanien i södra Frankrike. Kommunen ligger i kantonen Brassac som tillhör arrondissementet Castres. År 2022 hade Le Bez 901 invånare.

## Befolkningsutveckling
Antalet invånare i kommunen Le Bez
| Referens: INSEE |